# نور النبوي
نور النبوي هو ممثل مصري وُلد في 11 يوليو عام 1997، درس التمثيل والمسرح في جامعتي سانتا مونيكا كوليدج، ونورثريدج بالولايات المتحدة الأميريكية، وهو ابن الممثّل المصريّ خالد النبوي.

## مسيرته الفنية
اهتم نور النبوي بالفن في سن مبكرة فدرس التمثيل والمسرح في جامعتي سانتا مونيكا كوليدج، ونورثريدج بالولايات المتحدة الأميريكية، وبدأ مشواره الفني بالتمثيل على مسرح الجامعة أثناء فترة دراسته، وكانت بداية مسيرته الفنية الحقيقية عندما شارك في الجزء الثاني من مسلسل الاختيار، ثُم توالت أعماله في السينما والمسرح والدراما التليفزيونيّة العربية فشارك بعد ذلك في أعمال تليفزيونيّة مثل مسلسل راجعين يا هوى، ومسلسل نقل عام.

## أعماله

### مسلسلات
- راجعين يا هوى: صدر في عام 2022، وقام فيه بدور ابن ابو الهنا
- نقل عام: صدر في عام 2022، وقام فيه بدور سيد.
- الاختيار 2 (رجال الظل): صدر في عام 2021، وقام فيه بدور الشهيد أحمد شوشة.
- الأجهر بدور عماد في 2023.
- إمبراطورية م : بدور مروان ابو المجد في 2024.
- ورق التوت: صدر في عام 2023
- 6 شهور : صدر في عام 2024 وقام فيه بدور مراد الصايغ .

### أفلام
- 5 جولات 2023.
- الحريفة 2024.
- الحريفة 2 2024.

## التكريمات والجوائز
حصل نور النبوي على جائزة لجنة التحكيم لأفضل ممثل صاعد من مهرجان القاهرة للدراما في عام 2022.

## وصلات خارجية
- نور النبوي على موقع IMDb (الإنجليزية)
- نور النبوي على موقع قاعدة بيانات الأفلام العربية